# Jason Lezak
Jason Edward Lezak (* 12. listopadu 1975, Irvine, Kalifornie, USA) je bývalý americký plavec, zaměřený na krátké tratě volným způsobem. Je čtyřnásobným olympijským vítězem ve štafetě, nejlepším individuálním výsledkem byla bronzová medaile na 100 m volný způsob v Pekingu 2008. Je také mistrem světa v krátkém bazénu na 100 metrů z Indianapolis 2004 a držitelem dalších osmi titulů mistra světa ze štafet. V roce 1997 vyhrál s americkou kraulařskou štafetou Univerziádu. V roce 2008 vytvořil během americké olympijské kvalifikace národní rekord na stovku 47,58 s, což byl tehdy třetí nejlepší čas všech dob.
Na olympiádě 2008 se proslavil jako finišman štafety na 4 x 100 m volný způsob, když zaplaval rekordní čas 46,06 sekund a podařilo se mu porazit Francouze, kteří před posledním úsekem vedli o půl sekundy. Díky tomuto vítězství dokázal Michael Phelps získat osm zlatých medailí na jedné olympiádě a překonat rekord Marka Spitze.
Je absolventem ekonomie na Kalifornské univerzitě v Santa Barbaře. Hlásí se k židovskému původu, v roce 2009 startoval na Makabejských hrách v Netanji, kde vyhrál závody jednotlivců na 50 a 100 metrů a obě štafety. Pro účast se rozhodl i přesto, že kvůli ní nestihl mistrovství světa.
Závodní kariéru ukončil v roce 2013.